# تورستن كاسل
تورستن كاسل (بالسويدية: Torsten Cassel)‏ هو عازف بيانو سويدي، ولد في 27 يناير 1907 في Norberg ‏ في السويد، وتوفي في 30 يوليو 1974 في ستوكهولم في السويد.